# كريستيان غونتر
كريستيان غونتر (بالألمانية: Christian Günter)‏ (28 فبراير 1993 بفيلينغن-شفنينغن في ألمانيا - ) هو لاعب كرة قدم ألماني في مركز الدفاع. شارك مع منتخب ألمانيا تحت 20 سنة لكرة القدم ومنتخب ألمانيا تحت 21 سنة لكرة القدم ومنتخب ألمانيا لكرة القدم. أما مع النوادي، فقد لعب مع نادي فرايبورغ.

## مسيرته الكروية
لعب كريستيان غونتر خلال مسيرته الاحترافية مع ناديين في تسعة مواسم وسجل خلالها 4 أهداف ضمن 242 مباراة. ولم يفز بأي موسم بالكأس أو بالدوري.
خاض كريستيان غونتر مسيرته مع نادي فرايبورغ في موسم 2012–13 ليلعب معه ثمانية مواسم، مشاركًا في 232 مباراة سجل خلالها 4 أهداف.

## وصلات خارجية
- كريستيان غونتر على موقع الاتحاد الأوربي (الإنجليزية)
- كريستيان غونتر على موقع إي إس بي إن إف سي (الإنجليزية)
- كريستيان غونتر على موقع قاعدة بيانات كرة القدم.إي يو (الإنجليزية)
- كريستيان غونتر على موقع بيانات كرة القدم. دي إي (الألمانية)
- كريستيان غونتر على موقع ناشيونال فوتبول تيمز (الإنجليزية)
- كريستيان غونتر على موقع Soccerbase.com (لاعب) (الإنجليزية)
- كريستيان غونتر على موقع Soccerway.com (الإنجليزية)
- كريستيان غونتر على موقع عالم كرة القدم.نت (الإنجليزية)
- كريستيان غونتر على موقع أوليمبيديا (الإنجليزية)
- كريستيان غونتر على موقع اللجنة الأولمبية الألمانية (الألمانية)